# Oberpindhart
Oberpindhart ist ein Gemeindeteil der Gemeinde Aiglsbach im niederbayerischen Landkreis Kelheim. Bis zum 31. Dezember 1971 bildete es eine selbstständige Gemeinde.

## Lage
Das Kirchdorf Oberpindhart liegt in der Hallertau etwa zwei Kilometer südlich von Aiglsbach am Pindharter Bach. Das etwas weiter westlich liegende Unterpindhart gehört schon zum oberbayerischen Landkreis Pfaffenhofen an der Ilm.

## Geschichte
Die Gemeinde Oberpindhart unterstand anfangs dem Landgericht Abensberg und kam 1857 zum neu gebildeten Landgericht Mainburg. Bei der Bildung der Bezirksämter 1862 wurde die Gemeinde dem Bezirksamt Rottenburg unterstellt. Im Jahr 1867 hatte die Gemeinde Oberpindhart 340 Einwohner in den Ortschaften Gasseltshausen (73 Einwohner), Oberpindhart (128 Einwohner), Pöbenhausen (95 Einwohner) und Radertshausen (44 Einwohner).
Im Jahr 1901 wurde aus dem Gebiet des Landgerichts Mainburg das Bezirksamt Mainburg geschaffen, dessen Bereich ab 1939 als Landkreis Mainburg bezeichnet wurde. Im Zuge der Gebietsreform in Bayern wurde die Gemeinde Oberpindhart am 1. Januar 1972 in die Gemeinde Aiglsbach eingegliedert.

## Sehenswürdigkeiten
- Filialkirche St. Stephan. Sie entstand im 17./18. Jahrhundert im Stil des Barock.

## Vereine
- Freiwillige Feuerwehr Oberpindhart
- Krieger- und Soldatenverein Unter/Oberpindhart
- Pindbachtaler Schützen. Der Verein wurde im Dezember 1964 aus der Taufe gehoben.
- SV Pindbachtaler Oberpindhart